# Де Прете, Густаво
Густаво Хавьер де Прете (исп. Gustavo Javier Del Prete; род. 12 июня 1996, Чиполлетти, Рио-Негро) — аргентинский футболист, нападающий клуба «Масатлан».

## Клубная карьера
Де Прете — воспитанник клуба «Чиполлетти». В 2014 году он дебютировал за основной состав. В 2019 году де Прете перешёл в уругвайский «Монтевидео Сити Торке». 4 мая 2019 года в матче против «Альбиона» он дебютировал в уругвайской Сегунде. 11 мая в поединке против «Атенас» Густаво забил свой первый гол за «Монтевидео Сити Торке». По итогам сезона де Прете помог клубу выйти в элиту. 15 февраля 2020 года в матче против «Прогресо» он дебютировал в уругвайской Примере. 
Летом 2021 года де Прете вернулся на родину, став игроком клуба «Эстудиантес». 17 июля в матче против «Атлетико Сармьенто» он дебютировал в аргентинской Примере. 10 августа в поединке против «Сентраль Корова» Густаво забил свой первый гол за «Эстудиантес». 
Летом 2022 года де Прете перешёл в мексиканский УНАМ Пумас. 3 июля в матче против «Тихуаны» он дебютировал в мексиканской Примере. 10 июля в поединке против «Леона» Густаво забил свой первый гол за УНАМ Пумас.